# Атлантический морж
Атлантический морж (лат. Odobenus rosmarus rosmarus) — это представитель отряда ластоногих, семейства моржовых.

## Внешний вид
Атлантический морж является одним из крупнейших обитателей Арктики отряда ластоногие, будучи вторым по величине после морского котика. Длина тела варьируется от 370 до 410 см, что несколько меньше, чем у тихоокеанского подвида, но больше, чем у восточносибирского. Средняя длина тела самцов составляет 300-350 см, самок — 250-300 см. Длина клыков у самцов и самок составляет 80 и 60 см соответственно, причём у самок клыки более тонкие и их концы сходятся, тогда как у самцов наоборот расходятся стороны. Моржи имеют темно-коричневый волосяной покров, переходящий в вибриссы на морде; на каждой стороне морды расположено по 300-350 вибриссов. У самок окраска немного темнее.

## Распространение
Распространение и сезонное распределение моржей зависят в основном от ледяного покрова в пределах ареала обитания моржей. Основной ареал простирается от Канадской Арктики на западе до Карского моря на востоке. Северной границей мест обитания этого вида можно считать параллели 72—74° с.ш., однако при благоприятных условиях моржи могут заходить намного севернее, достигая 80° с.ш. Атлантический морж круглогодично населяет районы Баренцева, Бофорта, Восточно-Сибирского, Лаптевых и Чукотского морей, а также небольшой участок Печорского моря. Моржи совершают сезонные миграции: летние безледовые периоды (в основном с июня по ноябрь) они проводят в районе Печорского и Карского морей, а зимой уходят в Баренцево море. Сроки миграции зависят от движения дрейфующих льдов, по которым моржи во основном и передвигаются. Известны случаи захода моржей в Белое море. В Канаде арктических моржей наблюдали вдоль побережья Квактак на севере провинции Нунавик, на юго-западном побережье Ноттингема, а также на побережье провинции Ивудживик. В прошлом ареал обитания этих животных охватывал острова Акпаток, Сейбл, Залив Святого Лаврентия и восточное побережье Канады. Моржи также населяют мелководные участки восточной части побережья Гренландии, архипелаги Шпицберген и Земля Франца-Иосифа.
Основные береговые лежбища атлантические моржи формируют на островах Матвеев и Вайгач (там замечено до 1500–2000 особей), Колгуев (в 2012 г. было 160 особей), южном берегу Новой Земли и территории Ненецкого заповедника. Предпочитают мелководные районы моря глубиной до 50 м. Опресненные участки акватории (устьевые пространства рек) обычно не посещают. Зимой обитают только на льдах, а летом, при их отсутствии, на песчаных и галечных отмелях по берегам материка и островов.
Выделяют не менее восьми субпопуляций или группировок [Born et al., 1995].

## Охранный статус
С 1957 года в соответствии с постановлением Совета Министров РСФСР от 21 ноября 1956 года № 738 на территории страны была запрещена промышленная добыча моржей, за исключением коренных народов Чукотского полуострова, которым было разрешено добывать не более 2000 голов в год.
На 2025 год атлантический подвид моржа включён в Красные книги Норвегии, России (категория 2 — Сокращающиеся в численности и/или распространении), включая Красные книги Архангельской области (категория 5 — Восстанавливаемые или восстанавливающиеся виды), Мурманской области (категория 2 —  Уязвимые и/или сокращающиеся в численности) и Ямало-Ненецкого АО (категория 1 — Находящиеся под угрозой исчезновения). Согласно охранному статусу Комитета по состоянию дикой природы в Канаде (COSEWIC) атлантический морж находится на грани исчезновения.